# Jazmine Fenlator
Jazmine Fenlator (ur. 29 sierpnia 1985 w Pequannock) – amerykańska bobsleistka, olimpijka. Od 2016 reprezentuje Jamajkę.

## Kariera
Jazmine Fenlator zaczęła uprawiać bobsleje we wrześniu 2007. Największy sukces w karierze osiągnęła w sezonie 2014/2015, kiedy zajęła trzecie miejsce w klasyfikacji generalnej Pucharu Świata dwójek kobiet. W 2014 wystartowała w parze z LoLo Jones na igrzyskach olimpijskich w Soczi, kończąc rywalizację jedenastym miejscu. Była też między innymi szósta podczas rozgrywanych w 2015 mistrzostw świata w Winterbergu, gdzie startowała razem z Natalie Deratt.
W 2016 zmieniła reprezentację na Jamajkę (jej ojciec pochodzi z tego kraju), a jej celem jest start na Zimowych Igrzyskach Olimpijskich 2018 w barwach pierwszej w historii jamajskiej osady bobslejowej kobiet.